# Euler-Gleichungen (Strömungsmechanik)

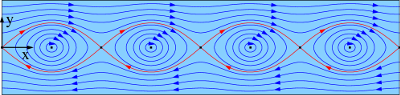
Diese Wirbelstraße in einer ebenen Scherströmung genügt den Euler-Gleichungen.

Die Euler-Gleichungen (oder auch eulerschen Gleichungen) der Strömungsmechanik sind ein von Leonhard Euler entwickeltes System von partiellen Differentialgleichungen zur Beschreibung der Strömung von viskositätsfreien Fluiden und drücken im engeren Sinn aus, dass Fluidteilchen durch ein Druckgefälle und ein Kraftfeld wie der Schwerkraft beschleunigt werden.:115
Im engeren Sinne bezeichnet Eulersche Gleichung die Impulsgleichung für viskositätsfreie Strömungen. Im weiteren Sinn wird das Gleichungssystem um die Kontinuitätsgleichung und die Energiebilanz erweitert und bildet dann ein System von fünf gekoppelten nichtlinearen partiellen Differentialgleichungen erster Ordnung.:270
Die Impulsgleichungen sind in eulerscher Darstellung formuliert und lauten:
{\displaystyle {\frac {\partial {\vec {v}}}{\partial t}}+({\vec {v}}\cdot \nabla ){\vec {v}}={\vec {k}}-{\frac {1}{\rho }}\nabla p\quad \rightarrow \quad {\frac {\partial v_{i}}{\partial t}}+\sum _{j=1}^{3}{\frac {\partial v_{i}}{\partial x_{j}}}v_{j}=k_{i}-{\frac {1}{\rho }}{\frac {\partial p}{\partial x_{i}}}\;,\quad i=1,2,3\,.}
Der Vektor {\displaystyle {\vec {v}}} ist das Geschwindigkeitsfeld im Fluid mit Komponenten {\displaystyle v_{1,2,3}} in Richtung der kartesischen Koordinaten {\displaystyle x_{1,2,3}}, {\displaystyle \rho } die Dichte, {\displaystyle p} der Druck und {\displaystyle {\vec {k}}} eine äußere volumenverteilte Beschleunigung (z. B. Schwerebeschleunigung).
Die Richtungsableitung der Geschwindigkeit in Richtung der Geschwindigkeit lässt sich mit dem Nabla-Operator 𝜵 oder dem Geschwindigkeitsgradienten {\displaystyle \operatorname {grad} } ausdrücken: {\displaystyle ({\vec {v}}\cdot \nabla ){\vec {v}}=\operatorname {grad} ({\vec {v}})\cdot {\vec {v}}}. Der Term stellt einen konvektiven Anteil dar, der physikalisch daraus resultiert, dass ein Partikel auch dadurch beschleunigt werden kann, dass es von einem schneller oder langsamer fließenden Stromfaden mitgenommen wird. Der Gradient des Drucks gibt das Gefälle oder den Anstieg des Drucks an und entspricht {\displaystyle \nabla p=\operatorname {grad} (p)}. Alle Variablen in den Euler-Gleichungen sind im Allgemeinen sowohl vom Ort als auch von der Zeit abhängig. Die linke Vektorgleichung ist koordinatenunabhängig während die rechte ein kartesisches Koordinatensystem voraussetzt.

## Anwendungsbereiche und Limitierungen
Anwendung finden die Euler-Gleichungen bei laminaren Strömungen, wie sie in technischen Rohrströmungen oder in der Flugzeugentwicklung in guter Näherung angenommen werden können.
Die Euler-Gleichungen beschreiben reibungslose, d. h. viskositätsfreie Strömungen, in denen gekrümmte Verdichtungsstöße vorkommen können. Das Strömungsfeld wird durch die Mach-Zahl charakterisiert.:270 Wirbel können nach den Helmholtz’schen Wirbelsätzen in viskositätsfreien Strömungen weder entstehen noch vergehen und bilden Wirbelröhren aus, die buchstäblich unendlich sind oder auf den Rand des Strömungsfeldes laufen. Alle Phänomene, die eine hydrodynamische Grenzschicht oder turbulente Strömung nebst Dissipation von Energie beinhalten, wie z. B. Strömungsabrisse, können nicht abgebildet werden.
Die Euler-Gleichungen sind als der Sonderfall vernachlässigbarer Viskosität und Wärmeleitung:116 in den Navier-Stokes-Gleichungen enthalten und umfassen ihrerseits die drehungsfreien Potentialströmungen, die sich bei isentroper viskositätsfreier Strömung einstellen.:270

## Herleitung der Impulsgleichung

### Herleitung am Volumenelement

In einem Druckfeld (p, Pfeile) befindliches quaderförmiges Fluidelement mit Länge dx und Höhe dy

Die Impulsgleichung konnte Leonhard Euler wie folgt aus dem Schnittprinzip, Newtons zweitem Gesetz und seiner Definition des Drucks ableiten, der in einem Fluid in alle Raumrichtungen aber immer senkrecht auf Wände wirkt. Zunächst wird eine Strömung in der xy-Ebene betrachtet, in der ein (infinitesimal) kleines, quaderförmiges Fluidelement wie im Bild freigeschnitten wird. Es habe die Dichte {\displaystyle \rho }, Masse {\displaystyle \rho \mathrm {d} x\mathrm {d} y} und Geschwindigkeit {\displaystyle v_{x}} in x- und {\displaystyle v_{y}} in y-Richtung.
Der weggeschnitte Teil der Strömung wirkt durch den Druck p auf das Fluidelement, das auch einer volumenverteilten Kraft {\displaystyle {\vec {f}}} ausgesetzt ist. Anwendung von Newtons zweitem Gesetz auf das Fluidelement in den Raumrichtungen x und y liefert:
{\displaystyle {\begin{aligned}\rho {\dot {v}}_{x}\mathrm {d} x\mathrm {d} y=&p\mathrm {d} y-\left(p+{\frac {\partial p}{\partial x}}\mathrm {d} x\right)\mathrm {d} y+f_{x}\mathrm {d} x\mathrm {d} y=&\!\!\!\!\!\!\!\!\!\!-{\frac {\partial p}{\partial x}}\mathrm {d} x\mathrm {d} y+f_{x}\mathrm {d} x\mathrm {d} y\\\rho {\dot {v}}_{y}\mathrm {d} x\mathrm {d} y=&p\mathrm {d} x-\left(p+{\frac {\partial p}{\partial y}}\mathrm {d} y\right)\mathrm {d} x+f_{y}\mathrm {d} x\mathrm {d} y=&\!\!\!\!\!\!\!\!\!\!-{\frac {\partial p}{\partial y}}\mathrm {d} x\mathrm {d} y+f_{y}\mathrm {d} x\mathrm {d} y\end{aligned}}}
Division durch die Masse des Kontrollvolumens {\displaystyle \rho \mathrm {d} x\mathrm {d} y} liefert:
{\displaystyle {\begin{aligned}{\dot {v}}_{x}=&-{\frac {1}{\rho }}{\frac {\partial p}{\partial x}}+k_{x}\\{\dot {v}}_{y}=&-{\frac {1}{\rho }}{\frac {\partial p}{\partial y}}+k_{y}\end{aligned}}}
Wo {\displaystyle {\vec {k}}={\tfrac {1}{\rho }}{\vec {f}}} eine massenbezogene Kraft, wie z. B. die Schwerebeschleunigung, ist. In der zur Bildebene senkrechten z-Richtung schreibt sich analog:
{\displaystyle {\dot {v}}_{z}=-{\frac {1}{\rho }}{\frac {\partial p}{\partial z}}+k_{z}}
Weil der Druck und die äußere Kraft auf das Fluidelement und nicht auf einen Raumpunkt wirken, muss auf der linken Seite die substantielle Ableitung der Geschwindigkeit für {\displaystyle {\dot {v}}_{x,y,z}} eingesetzt werden, was nach Umstellung auf die eingangs angegebenen Gleichungen führt.
Die Euler-Gleichungen können auch wie die Navier-Stokes-Gleichungen hergeleitet werden, indem dort die Viskositäten λ, μ und ζ zu null gesetzt werden.
Ein weiterer Ansatz geht von der Boltzmann-Gleichung aus: Der Kollisionsoperator wird dort mit drei möglichen Termen multipliziert, den sog. Kollisionsinvarianten. Nach Integration über die Teilchengeschwindigkeit entstehen Kontinuitätsgleichung, Impulsgleichung und Energiebilanz. Schließlich wird eine Skalierung für große Zeit- und Raumabmessungen durchgeführt (Hydrodynamische Limites), und das Ergebnis sind die erweiterten Euler-Gleichungen.

### Herleitung aus den Cauchy-Eulerschen Bewegungsgesetzen
Der wesentliche Teil der Euler-Gleichungen ist das erste Cauchy-Euler’sche Bewegungsgesetz, das dem Impulssatz entspricht:
{\displaystyle \rho \left[{\frac {\partial }{\partial t}}{\vec {v}}+\operatorname {grad} ({\vec {v}})\cdot {\vec {v}}\right]=\rho \,{\vec {k}}+\operatorname {div} ({\boldsymbol {\sigma }})\,.}
Auf der linken Seite der Gleichung steht in den eckigen Klammern die substanzielle Beschleunigung, bestehend aus der lokalen und der konvektiven Beschleunigung:
{\displaystyle {\frac {\mathrm {D} {\vec {v}}}{\mathrm {D} t}}={\frac {\partial {\vec {v}}}{\partial t}}+\operatorname {grad} ({\vec {v}})\cdot {\vec {v}}\;.}
Zusätzlich zu den eingangs beschriebenen Variablen tritt der Cauchy’sche Spannungstensor {\displaystyle {\boldsymbol {\sigma }}} und der Divergenzoperator {\displaystyle \operatorname {div} } auf. Innere Reibung, die sich in Viskosität und damit in Schubspannungen zeigen würde, wird in reibungslosen, d. h. viskositätsfreien Fluiden vernachlässigt, weshalb der Spannungstensor dort Diagonalgestalt hat. Des Weiteren ist jedes Fluid auch isotrop. Wird nun ein Fluid gedanklich in zwei Teile zerschnitten, dann bilden sich an den Schnittflächen Schnittspannungen aus, die senkrecht zur Schnittfläche sind, denn der Druck in einem elastischen Fluid wirkt immer senkrecht auf begrenzende Flächen. In einer isotropen Flüssigkeit muss die Normalspannung für alle Orientierungen der Schnittfläche dieselbe sein, weshalb der Spannungstensor mithin ein Vielfaches des Einheitstensors {\displaystyle \mathbf {I} } ist: {\displaystyle {\boldsymbol {\sigma }}=-p\mathbf {I} }. Ein Spannungstensor dieser Form wird auch Drucktensor genannt, denn der Proportionalitätsfaktor {\displaystyle p} ist der Druck. Ausführung der Ableitung zeigt: {\displaystyle \operatorname {div} (-p\mathbf {I} )=-\operatorname {grad} (p)}. Dies in das Bewegungsgesetz eingesetzt ergibt die Euler-Gleichungen
{\displaystyle {\frac {\partial {\vec {v}}}{\partial t}}+\operatorname {grad} ({\vec {v}})\cdot {\vec {v}}+{\frac {1}{\rho }}\operatorname {grad} (p)={\vec {k}}\;.}

## Formulierung

### Impulsgleichung
In kartesischen Koordinaten lauten die Euler-Gleichungen im zweidimensionalen Fall für {\displaystyle {\vec {v}}=(v_{1},v_{2})\,,\;{\vec {x}}=(x_{1},x_{2})} und {\displaystyle {\vec {k}}=(k_{1},k_{2})} vollständig ausgeschrieben:
{\displaystyle {\begin{aligned}{\frac {\partial v_{1}}{\partial t}}+v_{1}{\frac {\partial v_{1}}{\partial x_{1}}}+v_{2}{\frac {\partial v_{1}}{\partial x_{2}}}+{\frac {1}{\rho }}{\frac {\partial p}{\partial x_{1}}}&=k_{1}\\{\frac {\partial v_{2}}{\partial t}}+v_{1}{\frac {\partial v_{2}}{\partial x_{1}}}+v_{2}{\frac {\partial v_{2}}{\partial x_{2}}}+{\frac {1}{\rho }}{\frac {\partial p}{\partial x_{2}}}&=k_{2}\;.\end{aligned}}}

Parametrisierung des Raumes mit Zylinderkoordinaten

Parametrisierung des Raumes mit Kugelkoordinaten

In Zylinderkoordinaten schreiben sich die Gleichungen
{\displaystyle {\begin{array}{rcl}\rho \left({\frac {\mathrm {D} v_{R}}{\mathrm {D} t}}-{\frac {v_{\varphi }^{2}}{R}}\right)&=&-{\frac {\partial p}{\partial R}}+k_{R}\\\rho \left({\frac {\mathrm {D} v_{\varphi }}{\mathrm {D} t}}-{\frac {v_{R}v_{\varphi }}{R}}\right)&=&-{\frac {1}{R}}{\frac {\partial p}{\partial \varphi }}+k_{\varphi }\\\rho {\frac {\mathrm {D} v_{z}}{\mathrm {D} t}}&=&-{\frac {\partial p}{\partial z}}+k_{z}\\{\frac {\mathrm {D} }{\mathrm {D} t}}&:=&{\frac {\partial }{\partial t}}+v_{R}{\frac {\partial }{\partial R}}+{\frac {v_{\varphi }}{R}}{\frac {\partial }{\partial \varphi }}+v_{z}{\frac {\partial }{\partial z}}\end{array}}}
Der Operator {\displaystyle \mathrm {D} /\mathrm {D} t} bildet die substantielle Ableitung und die radiale Koordinate wurde mit {\displaystyle R} statt mit {\displaystyle \rho } bezeichnet, um eine Verwechselung mit der Dichte zu vermeiden. In Kugelkoordinaten ergibt sich:
{\displaystyle {\begin{array}{rcl}\rho \left({\frac {\mathrm {D} v_{r}}{\mathrm {D} t}}-{\frac {v_{\varphi }^{2}+v_{\theta }^{2}}{r}}\right)&=&-{\frac {\partial p}{\partial r}}+k_{r}\\\rho \left({\frac {\mathrm {D} v_{\varphi }}{\mathrm {D} t}}+{\frac {v_{r}v_{\varphi }+v_{\theta }v_{\varphi }\cot \theta }{r}}\right)&=&-{\frac {1}{r\sin \theta }}{\frac {\partial p}{\partial \varphi }}+k_{\varphi }\\\rho \left({\frac {\mathrm {D} v_{\theta }}{\mathrm {D} t}}+{\frac {v_{r}v_{\theta }-v_{\varphi }^{2}\cot \theta }{r}}\right)&=&-{\frac {1}{r}}{\frac {\partial p}{\partial \theta }}+k_{\theta }\\{\frac {\mathrm {D} }{\mathrm {D} t}}&:=&{\frac {\partial }{\partial t}}+v_{r}{\frac {\partial }{\partial r}}+{\frac {v_{\varphi }}{r\sin \theta }}{\frac {\partial }{\partial \varphi }}+{\frac {v_{\theta }}{r}}{\frac {\partial }{\partial \theta }}\end{array}}}

### Flussformulierung
Obige Bewegungsgleichung ist bei vernachlässigbarer Beschleunigung {\displaystyle {\vec {k}}} auf Grund der Kontinuitätsgleichung äquivalent zur Bilanzgleichung der Impulsdichte {\displaystyle {\vec {m}}=\rho {\vec {v}}} für ideale Fluide:
{\displaystyle {\frac {\partial {\vec {m}}}{\partial t}}+\operatorname {div} ({\vec {v}}\otimes {\vec {m}})+\operatorname {grad} (p)={\vec {0}}}
oder in alternativer Schreibweise
{\displaystyle {\frac {\partial {\vec {m}}}{\partial t}}+\operatorname {div} ({\vec {v}}\otimes {\vec {m}}+p\mathbf {I} )={\vec {0}}\;.}
Das Rechenzeichen „{\displaystyle \otimes }“ bildet das dyadische Produkt. Der symmetrische Tensor
{\displaystyle {\vec {v}}\otimes {\vec {m}}={\vec {m}}\otimes {\vec {v}}=\rho {\vec {v}}\otimes {\vec {v}}=\sum _{i,j=1}^{3}v_{i}m_{j}{\hat {e}}_{i}\otimes {\hat {e}}_{j}}
ist der konvektive Transport der Impulsdichte, seine Divergenz
{\displaystyle \operatorname {div} ({\vec {v}}\otimes {\vec {m}})=\operatorname {div} ({\vec {v}}){\vec {m}}+\operatorname {grad} ({\vec {m}})\cdot {\vec {v}}}
ist der konvektive Impulsfluss.
Integriert man über ein ortsfestes Volumen {\displaystyle V} und wendet den Gaußschen Integralsatz an, so erhält man:
{\displaystyle {\frac {\partial }{\partial t}}\int _{V}{\vec {m}}\;\mathrm {d} V+\oint _{S}({\vec {v}}\otimes {\vec {m}}+p\mathbf {I} )\cdot {\vec {n}}\;\mathrm {d} S={\vec {0}}\;.}
Hierbei ist {\displaystyle V} das Volumen mit der Oberfläche {\displaystyle S} und {\displaystyle {\vec {n}}} ist der Normaleneinheitsvektor auf dem Flächenelement {\displaystyle \mathrm {d} S}. Diese Formulierung der Gleichung beweist die Erhaltung des Impulses bei Einführung des statischen Druckes {\displaystyle p}. Der Druck ist eine Oberflächenkraft und nimmt Einfluss auf den Impuls durch Austausch mit der Umgebung. Kräfte werden nur senkrecht zur Oberfläche übertragen, es treten keine Reibungskräfte auf.
Umgekehrt folgen die Euler-Gleichungen aus der Impulsbilanz an beliebigen, hinreichend glatt berandeten Volumina {\displaystyle V}, wenn man annimmt, dass es einen hydrostatischen Druck gibt und nur dieser Kräfte auf {\displaystyle V} (und zwar über die Oberfläche und nur in Normalenrichtung) überträgt – vorausgesetzt die auftretenden Funktionen sind hinreichend glatt, um den Gaußschen Integralsatz anwenden zu können.

### Vollständiges Gleichungssystem
Obige Impulsgleichung stellt (selbst mit passenden Rand- und Anfangsbedingungen) kein geschlossenes System dar. Intuitiv sieht man dies bereits, da man im {\displaystyle n}-Dimensionalen nur {\displaystyle n} Differentialgleichungen für {\displaystyle n+1} unbekannte Funktionen (Geschwindigkeit und Druck) hat. Um das System zu schließen, ist noch mindestens eine weitere Gleichung nötig.

#### Inkompressibler Fall
Die Annahme der Inkompressibilität ist für Flüssigkeiten bei moderaten Drücken und für Gasströmungen weit unterhalb der Schallgeschwindigkeit eine häufig sinnvolle Näherung. Inkompressible Fluide sind dichtebeständig ({\displaystyle \rho ={\text{const.}}}) und das Gleichungssystem wird durch Hinzunahme der Massenerhaltung in Form der Kontinuitätsgleichung
{\displaystyle \operatorname {div} {\vec {v}}=0}
geschlossen. Die Lösung der Gleichungen vereinfacht sich dadurch, dass sich der Druck durch Bildung der Rotation aus der Euler-Gleichung eliminieren lässt:
{\displaystyle {\begin{aligned}{\frac {\partial }{\partial t}}\operatorname {rot} ({\vec {v}})+\operatorname {rot(grad} ({\vec {v}})\cdot {\vec {v}})+{\frac {1}{\rho }}\underbrace {\operatorname {rot(grad} (p))} _{={\vec {0}}}=&{\frac {\partial }{\partial t}}\operatorname {rot} ({\vec {v}})+\underbrace {\operatorname {rot} \left({\frac {1}{2}}\operatorname {grad} ({\vec {v}}\cdot {\vec {v}})\right)} _{={\vec {0}}}-\operatorname {rot} ({\vec {v}}\times \operatorname {rot} {\vec {v}})=\operatorname {rot} ({\vec {k}})\\\rightarrow {\frac {\partial }{\partial t}}\operatorname {rot} ({\vec {v}})=&\operatorname {rot} ({\vec {v}}\times \operatorname {rot} ({\vec {v}}))+\operatorname {rot} ({\vec {k}})\,.\end{aligned}}}
Hier wurde die Grassmann-Entwicklung eingesetzt und ausgenutzt, dass Gradientenfelder immer rotationsfrei sind.
Der Druck berechnet sich bei Inkompressibilität nicht aus einer Zustandsgleichung der Form {\displaystyle p=p(\rho )}, sondern allein aus der Impulsbilanz in Form der Euler-Gleichung und den Randbedingungen, d. h. aus dem bereits berechneten Geschwindigkeitsfeld. Anwendung der Divergenz auf die Euler-Gleichung liefert die Bestimmungsgleichung für den Druck:
{\displaystyle {\begin{aligned}{\frac {\partial }{\partial t}}\underbrace {\operatorname {div} ({\vec {v}})} _{=0}+\operatorname {div(grad} ({\vec {v}})\cdot {\vec {v}})+{\frac {1}{\rho }}\underbrace {\operatorname {div(grad} (p))} _{=\Delta p}=&\operatorname {div} (\operatorname {grad} ({\vec {v}}))\cdot {\vec {v}}+\operatorname {Sp(grad} ({\vec {v}})\cdot \operatorname {grad} ({\vec {v}}))+{\frac {1}{\rho }}\Delta p\\=&\operatorname {grad} (\underbrace {\operatorname {div} ({\vec {v}})} _{=0})\cdot {\vec {v}}+\operatorname {Sp(grad} ({\vec {v}})\cdot \operatorname {grad} ({\vec {v}}))+{\frac {1}{\rho }}\Delta p=\operatorname {div} ({\vec {k}})\\\rightarrow \Delta p=&\rho \operatorname {div} ({\vec {k}})-\rho \operatorname {Sp(grad} ({\vec {v}})\cdot \operatorname {grad} ({\vec {v}}))\,.\end{aligned}}}
Der Operator {\displaystyle \operatorname {Sp} } berechnet die Spur und das Produkt der Geschwindigkeitsgradienten wird mit dem Tensorprodukt „{\displaystyle \cdot }“ gebildet. In kartesischen Koordinaten entwickelt sich:
{\displaystyle \operatorname {Sp(grad} ({\vec {v}})\cdot \operatorname {grad} ({\vec {v}}))=\operatorname {Sp} \left(\sum _{i,j=1}^{3}{\frac {\partial {\vec {v}}}{\partial x_{i}}}\otimes {\hat {e}}_{i}\cdot {\frac {\partial {\vec {v}}}{\partial x_{j}}}\otimes {\hat {e}}_{j}\right)=\operatorname {Sp} \left(\sum _{i,j=1}^{3}{\frac {\partial v_{i}}{\partial x_{j}}}{\frac {\partial {\vec {v}}}{\partial x_{i}}}\otimes {\hat {e}}_{j}\right)=\sum _{i,j=1}^{3}{\frac {\partial v_{i}}{\partial x_{j}}}{\frac {\partial v_{j}}{\partial x_{i}}}\,.}

#### Kompressibler Fall
Bei kompressiblen Fluiden und insbesondere, wenn die Temperatur als weitere Unbekannte eine Rolle spielt, benötigt man außerdem die Energiebilanz. Im dreidimensionalen Fall ergeben sich so die fünf gekoppelten Differentialgleichungen
- Massenbilanz:[L 1]:37{\displaystyle {\frac {\mathrm {D} \rho }{\mathrm {D} t}}+\rho \operatorname {div} ({\vec {v}})={\frac {\partial \rho }{\partial t}}+\operatorname {div} (\rho {\vec {v}})=0}
- Impulsbilanz:{\displaystyle {\frac {\mathrm {D} {\vec {v}}}{\mathrm {D} t}}=-{\frac {1}{\rho }}\operatorname {grad} (p)+{\vec {k}}}
- Energiebilanz:[L 1]:116{\displaystyle \rho {\frac {\mathrm {D} }{\mathrm {D} t}}\left({\frac {{\vec {v}}\cdot {\vec {v}}}{2}}+h\right)={\frac {\partial p}{\partial t}}+\rho {\vec {v}}\cdot {\vec {k}}}

wo {\displaystyle h} die spezifische Enthalpie ist und {\displaystyle {\tfrac {\mathrm {D} }{\mathrm {D} t}}={\tfrac {\partial }{\partial t}}+{\vec {v}}\cdot \nabla } mit dem Nabla-Operator 𝜵 die substantielle Zeitableitung bildet.
Bei vernachlässigbarer äußerer Kraft kann dies kompakt als Matrizengleichung geschrieben werden::268
{\displaystyle {\frac {\partial {\vec {u}}}{\partial t}}+(\operatorname {div} \mathbf {f} )^{\top }={\vec {0}}\;,}
wobei {\displaystyle {\vec {u}}=\left(\rho ,\,\rho v_{1},\,\rho v_{2},\,\rho v_{3},\,\rho h\right)^{\top }} der Vektor der Variablen ist und der Fluss {\displaystyle \mathbf {f} =\left({\vec {f}}_{1},\,{\vec {f}}_{2},\,{\vec {f}}_{3}\right)^{\top }} durch folgende Ausdrücke gegeben ist:
{\displaystyle {\vec {f}}_{1}={\begin{pmatrix}\rho v_{1}\\\rho v_{1}^{2}+p\\\rho v_{1}v_{2}\\\rho v_{1}v_{3}\\\rho v_{1}h\end{pmatrix}}\,,\quad {\vec {f}}_{2}={\begin{pmatrix}\rho v_{2}\\\rho v_{1}v_{2}\\\rho v_{2}^{2}+p\\\rho v_{2}v_{3}\\\rho v_{2}h\end{pmatrix}}\,,\quad {\vec {f}}_{3}={\begin{pmatrix}\rho v_{3}\\\rho v_{1}v_{3}\\\rho v_{2}v_{3}\\\rho v_{3}^{2}+p\\\rho v_{3}h\end{pmatrix}}\;.}
Der Divergenzoperator div ist hier auf die Spalten der 3×5-Matrix f anzuwenden. Die erste Gleichung in diesem System ist die Kontinuitätsgleichung für den kompressiblen Fall
{\displaystyle {\frac {\partial \rho }{\partial t}}+\operatorname {div} \left(\rho \,{\vec {v}}\right)=0},
die zweite bis vierte Gleichung sind die Impulsgleichungen (Euler-Gleichungen im engeren Sinn, siehe oben) und die letzte Gleichung ist die Energiebilanz, jeweils mit {\displaystyle {\vec {k}}={\vec {0}}}.
Zusammen mit einer thermischen Zustandsgleichung, die Druck {\displaystyle p}, Temperatur {\displaystyle T} und Dichte {\displaystyle \rho } miteinander verknüpft, sowie einer kalorischen Zustandsgleichung, welche Temperatur {\displaystyle T}, Druck {\displaystyle p} und spezifische Enthalpie {\displaystyle h} verknüpft, entsteht ein formal geschlossenes Gleichungssystem, um die sieben unbekannten Größen Geschwindigkeit {\displaystyle v_{1}}, {\displaystyle v_{2}} und {\displaystyle v_{3}}, Druck {\displaystyle p}, Dichte {\displaystyle \rho }, Temperatur {\displaystyle T} und spezifische Enthalpie {\displaystyle h} zu berechnen. In der Praxis wird oft ein perfektes Gas-Modell verwendet, d. h. ein ideales Gas mit konstanter spezifischer Wärmekapazität.
In diesem Modell werden Wärmeleitung und Viskosität vernachlässigt. Werden auch Viskositäts- und gegebenenfalls Wärmeleitungseffekte berücksichtigt, entstehen die Navier-Stokes-Gleichungen für kompressible Fluide.

### Randbedingungen
An festen Wänden wird als Bedingung gesetzt, dass die Geschwindigkeit in Normalenrichtung {\displaystyle {\vec {n}}} null ist {\displaystyle {\vec {n}}\cdot {\vec {v}}=0\,,} so dass das Fluid nicht durch die Wand hindurchströmen kann. Auf einer beliebig, zeitabhängig geformten Fläche, die durch eine Funktion {\displaystyle f({\vec {x}},t)=0} beschrieben wird und deren Normale dann {\displaystyle {\vec {n}}=\operatorname {grad} (f)} ist, wird
{\displaystyle {\frac {\partial f({\vec {x}},t)}{\partial t}}+\operatorname {grad} {\bigl (}f({\vec {x}},t){\bigr )}\cdot {\vec {v}}({\vec {x}},t)=0}
für alle {\displaystyle {\vec {x}}} auf dem Rand des Fluides gesetzt. An die Tangentialkomponente der Geschwindigkeit wird hier wegen der angenommenen Reibungsfreiheit keine Bedingung gestellt, was im Gegensatz zu den Navier-Stokes-Gleichungen ist, bei denen die No-Slip-Bedingung gilt.
Außerdem können Druckrandbedingungen, wie an der freien Oberfläche eines Gewässers, auftreten. Weil Druck nur auf materielle Teilchen ausgeübt werden kann, ist eine solche Oberfläche eine materielle Fläche, deren substantielle Zeitableitung daher verschwindet und die Randbedingung lautet dann:
{\displaystyle {\frac {\mathrm {D} g({\vec {x}},t)}{\mathrm {D} t}}={\frac {\partial g({\vec {x}},t)}{\partial t}}+\operatorname {grad} {\bigl (}g({\vec {x}},t){\bigr )}\cdot {\vec {v}}({\vec {x}},t)=0\quad {\text{und}}\quad p({\vec {x}},t)=p_{0}({\vec {x}},t)}
für alle {\displaystyle {\vec {x}}} auf dem Rand des Fluides, der durch die Funktion {\displaystyle g} beschrieben wird und auf dem der Druck {\displaystyle p_{0}} vorgegeben ist. Die Normalkomponente der Geschwindigkeit verschwindet auf solchen Flächen im Allgemeinen nicht, so dass sie von der Strömung mitgenommen werden, und die Bestimmung der Fläche gehört dann mit zum Problem. Zumeist, vor allem im technischen Bereich wie z. B. am Auslass eines durchströmten Rohres, ist die Fläche {\displaystyle g} bekannt, was die Aufgabenstellung erheblich vereinfacht.

## Integration der Energiegleichung
Bei stationärer Strömung lässt sich ein zur Bernoulli-Gleichung analoges Integral der Bewegung angeben, das seine Hauptanwendung in der Gasdynamik findet::150
{\displaystyle {\frac {{\vec {v}}\cdot {\vec {v}}}{2}}+h+\psi =C}
Darin ist
- {\displaystyle {\vec {v}}} die nur vom Ort aber nicht der Zeit abhängige Geschwindigkeit,
- h die spezifische Enthalpie,
- ψ das Potential der volumenverteilten Kraft {\displaystyle {\vec {k}}} und
- C eine Konstante auf einer Bahnlinie im stationären Strömungsfeld.

Die ersten beiden oder auch alle drei Summanden auf der linken Seite können zur Totalenthalpie zusammengefasst werden.
Die Gleichung folgt aus der Energiebilanz, in der die partielle Zeitableitung des Drucks {\displaystyle {\tfrac {\partial p}{\partial t}}} wegen der Stationarität verschwindet und für die Leistung des (stationären) Kraftfeldes gemäß
{\displaystyle {\vec {v}}\cdot {\vec {k}}=-{\frac {\mathrm {D} \psi }{\mathrm {D} t}}}
die substantielle Zeitableitung des Potentials eingesetzt werden kann:
{\displaystyle \rho {\frac {\mathrm {D} }{\mathrm {D} t}}\left({\frac {{\vec {v}}\cdot {\vec {v}}}{2}}+h\right)=-\rho {\frac {\mathrm {D} \psi }{\mathrm {D} t}}\;\rightarrow \;\rho {\frac {\mathrm {D} }{\mathrm {D} t}}\left({\frac {{\vec {v}}\cdot {\vec {v}}}{2}}+h+\psi \right)=0}
Die Summe in der Klammer ist für ein Fluidelement und daher auf seiner Bahnlinie konstant, und diese ist in der stationären Strömung auch eine Stromlinie.
Entspringen alle Stromlinien aus einem Gebiet, in dem die Energie aller Fluidteilchen dieselbe ist, dann ist die Konstante für alle Stromlinien dieselbe. Das ist der Fall bei den meisten technisch interessierenden Strömungen, die dann homenergetisch heißen. Homenergetische Strömungen müssen nicht wirbelfrei sein, siehe Croccos Wirbelsatz, dagegen ist die Bernoullische Konstante nur in Potentialströmungen überall gleich, die per definitionem wirbelfrei sind.

## Mathematik

### Analytische Eigenschaften
Die Euler-Gleichungen gehören zur Klasse der nichtlinearen hyperbolischen Erhaltungsgleichungen. Damit treten in der Regel nach endlicher Zeit auch bei glatten Anfangsdaten Unstetigkeiten auf, etwa Schocks (Verdichtungsstöße). Unter starken Voraussetzungen existieren im relevanten Fall {\displaystyle \rho ,p>0} globale glatte Lösungen, etwa dann, wenn die Lösung sich in einer Art Verdünnungswelle fortbewegt. Im stationären Fall ist die Gleichung je nach Mach-Zahl elliptisch oder hyperbolisch. Bei einer transsonischen Strömung treten dann sowohl Unterschall als auch Überschallgebiete auf, und die Gleichung hat gemischten Charakter.
Die Eigenwerte der Gleichungen sind die Geschwindigkeit in Normalenrichtung {\displaystyle v_{n}} (mit Vielfachheit der Dimension) und diese plus minus die Schallgeschwindigkeit, {\displaystyle v_{n}\pm c}. Damit sind die Euler-Gleichungen unter Verwendung der idealen Gasgleichung als Druckfunktion im Eindimensionalen sogar strikt hyperbolisch, so dass es für diesen Fall brauchbare Existenz- und Eindeutigkeitsresultate gibt. Im Mehrdimensionalen sind sie aufgrund des mehrfachen Eigenwerts nicht mehr strikt hyperbolisch. Damit ist die mathematische Lösung extrem schwierig. Hierbei dreht es sich vor allem um das Bestimmen physikalisch sinnvoller schwacher Lösungen, also solcher, die sich als Lösungen der Navier-Stokes-Gleichungen mit verschwindender Viskosität interpretieren lassen.
Neben den oben erwähnten Unterschieden bei den Randbedingungen und im Hinblick auf Grenzschichtbildung, ist das Fehlen von Turbulenz ein wesentlicher Unterschied zwischen den Euler- und den Navier-Stokes-Gleichungen.
Die Euler-Gleichungen sind rotationsinvariant. Darüber hinaus sind die Flussfunktionen homogen, es gilt also {\displaystyle {\vec {f}}_{l}({\vec {u}})={\tfrac {\partial {\vec {f}}_{l}({\vec {u}})}{\partial {\vec {u}}}}{\vec {u}}}.
Lars Onsager vermutete 1949, dass sich schon bei der Eulergleichung Turbulenz-Phänomene zeigen, obwohl dort keine innere Reibung (Viskosität) vorhanden ist wie bei der Navier-Stokes-Gleichung. Speziell stellte er die Vermutung auf, dass die schwachen Lösungen der dreidimensionalen inkompressiblen Eulergleichung beim Exponenten der Hölder-Stetigkeit von einem Drittel einen Verhaltenswechsel zeigen: unterhalb gibt es Lösungen mit anomaler Dissipation der (kinetischen) Energie (Verletzung der Energieerhaltung), oberhalb nicht. Die Vermutung wurde nach Vorarbeiten einer Reihe von Mathematikern 2017 von Philip Isett bewiesen.

### Numerische Lösung
Da die Euler-Gleichungen Erhaltungsgleichungen darstellen, werden sie in der Regel mit Hilfe von Finite-Volumen-Verfahren gelöst. Umgekehrt waren die Bemühungen aus dem Bereich der Aerodynamik seit den 1950ern, die Euler-Gleichungen numerisch zu simulieren, treibende Kräfte bei der Entwicklung von Finite-Volumen-Verfahren. Da im Gegensatz zu den Navier-Stokes-Gleichungen keine Grenzschicht berücksichtigt werden muss, kann die Simulation auf vergleichsweise groben Rechengittern passieren. Die zentrale Schwierigkeit stellt die Behandlung des Euler-Flusses dar, der üblicherweise mit Hilfe von approximativen Riemann-Lösern behandelt wird. Diese liefern eine Näherung an die Lösung von Riemann-Problemen entlang von Zellkanten. Das Riemann-Problem der Euler-Gleichungen ist sogar exakt lösbar, allerdings ist die Berechnung dieser Lösung extrem aufwändig. Seit den 1980ern wurden deswegen zahlreiche approximative Löser entwickelt, angefangen mit dem Roe-Löser (Philip L. Roe) bis hin zur AUSM-Familie in den 1990ern.
Bei der Zeitintegration ist die CFL-Bedingung zu beachten. Gerade im Bereich von Machzahlen nahe null oder eins werden die Gleichungen aufgrund der unterschiedlich Eigenwertskalen sehr steif, was den Einsatz impliziter Zeitintegrationsverfahren notwendig macht: die CFL-Bedingung orientiert sich am größten Eigenwert ({\displaystyle v_{n}\pm c}), während die für die Simulation relevanten Teile der Strömung sich mit {\displaystyle v_{n}} bewegen. Ein explizites Verfahren bräuchte damit in den meisten Fällen inakzeptabel viele Zeitschritte.
Die Lösung dabei auftretender nichtlinearer Gleichungssysteme erfolgt dann entweder mit Hilfe von vorkonditionierten Newton-Krylow-Verfahren oder mit speziellen nichtlinearen Mehrgitter-Verfahren.

## Spezialfälle
Aus den Euler-Gleichungen können eine Reihe gasdynamischer Grundgleichungen abgeleitet werden. Dazu gehören die eingangs erwähnte Bernoulli’sche Energiegleichung und die Potentialströmung, denen eigene Artikel gewidmet sind. Im Folgenden sollen die Wellengleichungen der linearen Akustik, die Erhaltung der kinetischen Energie der Fluidelemente in einem festen Volumen und die Stromfunktion in ebenen, dichtebeständigen und stationären Strömungen vorgestellt werden.

### Wellengleichungen der linearen Akustik
Gegeben sei ein ruhendes, im Gleichgewicht befindliches Gas, in dem also das Geschwindigkeitsfeld, die Dichte, der Druck und die Temperatur räumlich und zeitlich konstant sind. Dies bezeichne den Grundzustand des Gases. Betrachtet werden Größen {\displaystyle \varphi =\varphi _{0}+\varphi '}, deren konstantem Grundzustand {\displaystyle \varphi _{0}} kleine Störungen {\displaystyle \varphi '} überlagert werden, deren örtlichen Ableitungen ebenfalls klein seien. Die Störungen seien zudem so klein und schnell, dass die Wärmeflüsse ebenfalls vernachlässigt werden können („adiabatische Prozesse“). Dann lautet die Massenbilanz an der Stelle {\displaystyle {\vec {v}}_{0}={\vec {0}}}:
| {\displaystyle {\frac {\partial (\rho _{0}+\rho ')}{\partial t}}+\operatorname {div} [(\rho _{0}+\rho '){\vec {v}}']={\frac {\partial \rho '}{\partial t}}+\operatorname {div} (\rho _{0}{\vec {v}}')+\operatorname {div} (\rho '{\vec {v}}')\approx {\frac {\partial \rho '}{\partial t}}+\rho _{0}\operatorname {div} ({\vec {v}}')=0\,.} |  | (I) |
| {\displaystyle {\frac {\partial (\rho _{0}+\rho ')}{\partial t}}+\operatorname {div} [(\rho _{0}+\rho '){\vec {v}}']={\frac {\partial \rho '}{\partial t}}+\operatorname {div} (\rho _{0}{\vec {v}}')+\operatorname {div} (\rho '{\vec {v}}')\approx {\frac {\partial \rho '}{\partial t}}+\rho _{0}\operatorname {div} ({\vec {v}}')=0\,.} |  | (I) |

Die Euler-Gleichung nimmt die Form
| {\displaystyle {\frac {\partial {\vec {v}}'}{\partial t}}+\operatorname {grad} ({\vec {v}}')\cdot {\vec {v}}'+{\frac {1}{\rho _{0}+\rho '}}\operatorname {grad} (p_{0}+p')\approx {\frac {\partial {\vec {v}}'}{\partial t}}+{\frac {1}{\rho _{0}}}\operatorname {grad} (p')={\vec {k}}} |  | (II) |
| {\displaystyle {\frac {\partial {\vec {v}}'}{\partial t}}+\operatorname {grad} ({\vec {v}}')\cdot {\vec {v}}'+{\frac {1}{\rho _{0}+\rho '}}\operatorname {grad} (p_{0}+p')\approx {\frac {\partial {\vec {v}}'}{\partial t}}+{\frac {1}{\rho _{0}}}\operatorname {grad} (p')={\vec {k}}} |  | (II) |

an, denn die quadratische konvektive Beschleunigung kann gegenüber der lokalen Beschleunigung vernachlässigt werden. Partielle Zeitableitung der Massenbilanz (I) und Subtraktion der mit {\displaystyle \rho _{0}} multiplizierten Divergenz der Euler-Gleichung (II) liefert bei divergenzfreier Schwerebeschleunigung ({\displaystyle \operatorname {div} \,{\vec {k}}=0}):
{\displaystyle {\begin{aligned}0&={\frac {\partial ^{2}\rho '}{\partial t^{2}}}+\rho _{0}{\frac {\partial }{\partial t}}\operatorname {div} ({\vec {v}}')\\0&=\rho _{0}\operatorname {div} \left({\frac {\partial {\vec {v}}'}{\partial t}}\right)+\underbrace {\operatorname {div} (\operatorname {grad} (p'))} _{=\Delta p'}\\\Rightarrow \quad 0&={\frac {\partial ^{2}\rho '}{\partial t^{2}}}+\underbrace {\rho _{0}{\frac {\partial }{\partial t}}\operatorname {div} ({\vec {v}}')-\rho _{0}\operatorname {div} \left({\frac {\partial {\vec {v}}'}{\partial t}}\right)} _{=0}-\Delta p'={\frac {\partial ^{2}\rho '}{\partial t^{2}}}-\Delta p'\,.\end{aligned}}}
In einem idealen Gas ist die Druckänderung unter den getroffenen Voraussetzungen proportional zur Änderung der Dichte, {\displaystyle p'=c^{2}\rho '}, und so entstehen die Wellengleichungen der linearen Akustik:
{\displaystyle {\dfrac {\partial ^{2}\rho '}{\partial t^{2}}}=c^{2}\Delta \rho '\quad ,\qquad {\dfrac {\partial ^{2}p'}{\partial t^{2}}}=c^{2}\Delta p'\,.}
Die Konstante {\displaystyle c} ist die Schallgeschwindigkeit und {\displaystyle \Delta } ist der Laplace-Operator.

### Erhaltung der kinetischen Energie
In einem konservativen Schwerefeld bleibt in einem vollständig mit einem inkompressiblen Fluid ausgefüllten, festen Volumen die kinetische Energie der Fluidelemente in der Summe konstant. Das Fluid kann nicht zur Ruhe kommen, weil
1. in den Euler-Gleichungen kein Dissipationsmechanismus in Form von innerer Reibung (Viskosität) oder Reibung an den Wänden vorhanden ist,
2. ein Umsatz der kinetischen Energie in Lageenergie wegen des vollständig gefüllten Volumens und der konstanten Dichte in der Summe nicht möglich ist und weil
3. die kinetische Energie wegen der Inkompressibilität keine Kompressionsarbeit leisten kann.

| Beweis0 |
| Um das nachzuweisen, ist zunächst festzustellen, dass in einem inkompressiblen Fluid die Divergenz der Geschwindigkeit verschwindet und die Dichte konstant ist. Damit lauten die Euler-Gleichungen in einem konservativen Schwerefeld mit {\displaystyle {\vec {k}}=-\operatorname {grad} V}: {\displaystyle {\frac {\partial {\vec {v}}}{\partial t}}+\operatorname {grad} ({\vec {v}})\cdot {\vec {v}}=:{\dot {\vec {v}}}=-{\frac {1}{\rho }}\operatorname {grad} p+{\vec {k}}=-\operatorname {grad} \left({\frac {p}{\rho }}+V\right)=:\operatorname {grad} \,B\,.} Der aufgesetzte Punkt bezeichnet die substantielle Zeitableitung. Von der gesamten kinetischen Energie {\displaystyle E_{\mathrm {kin} }:=\int _{v_{0}}{\frac {1}{2}}{\vec {v}}\cdot {\vec {v}}\,\mathrm {d} v} im festen Volumen {\displaystyle v_{0}} wird die Zeitableitung genommen, was wegen der festen Integrationsgrenzen ohne weiteres möglich ist: {\displaystyle {\frac {\mathrm {d} }{\mathrm {d} t}}E_{\mathrm {kin} }={\frac {\mathrm {d} }{\mathrm {d} t}}\int _{v_{0}}{\frac {1}{2}}({\vec {v}}\cdot {\vec {v}})\,\mathrm {d} v=\int _{v_{0}}{\dot {\vec {v}}}\cdot {\vec {v}}\,\mathrm {d} v=\int _{v_{0}}\operatorname {grad} (B)\cdot {\vec {v}}\,\mathrm {d} v} Der letzte Term integriert die Leistung des Drucks und des Schwerefelds, die gleich der Änderung der kinetischen Energie ist. In einem inkompressiblen Fluid gilt wegen der Produktregel: {\displaystyle \operatorname {div} (B{\vec {v}})=\operatorname {grad} (B)\cdot {\vec {v}}+B\operatorname {div} {\vec {v}}=\operatorname {grad} (B)\cdot {\vec {v}}\,.} Das bedeutet, dass wegen {\displaystyle \operatorname {div} {\vec {v}}=0} weder der Druck noch das Schwerefeld Kompressionsarbeit leisten können. Ausnutzung des Gauß’schen Integralsatzes und der Tatsache, dass in einem starr umrandeten Volumen die Normalkomponente der Geschwindigkeit {\displaystyle {\vec {v}}\cdot \,\mathrm {d} {\vec {a}}} am Rand {\displaystyle \partial v_{0}} des Volumens verschwindet, liefert das gewünschte: {\displaystyle {\frac {\mathrm {d} }{\mathrm {d} t}}E_{\mathrm {kin} }=\int _{v_{0}}\operatorname {grad} (B)\cdot {\vec {v}}\,\mathrm {d} v=\int _{v_{0}}\operatorname {div} (B{\vec {v}})\,\mathrm {d} v=\int _{\partial v_{0}}B{\vec {v}}\cdot \,\mathrm {d} {\vec {a}}=0\,.} |

### Ebene und stationäre Strömung eines inkompressiblen Fluides
Betrachtet wird eine in der x-y-Ebene stattfindende, stationäre Strömung. Die Bedingung {\displaystyle \operatorname {div} {\vec {v}}=0} für die Inkompressibilität lautet dann in kartesischen Koordinaten
{\displaystyle {\frac {\partial v_{x}}{\partial x}}+{\frac {\partial v_{y}}{\partial y}}=0}
und wird identisch erfüllt, wenn sich die Geschwindigkeitskomponenten aus den Ableitungen einer skalaren Funktion gemäß
{\displaystyle v_{x}={\frac {\partial \psi }{\partial y}}\,,\quad v_{y}=-{\frac {\partial \psi }{\partial x}}}
berechnen. Die Funktion {\displaystyle \psi } wird Stromfunktion genannt. Entlang einer Stromlinie ist der Wert der Stromfunktion konstant, so dass ihre Höhenlinien Stromlinien darstellen. In der Umgebung von Extrempunkten der Stromfunktion sind ihre Höhenlinien geschlossene Kurven. Ein Maximum der Stromfunktion wird gegen den Uhrzeigersinn, ein Minimum im Uhrzeigersinn umströmt.